# Martin Hardie
Martin Hardie (Alexandria, 22 aprile 1976) è un ex calciatore scozzese, di ruolo centrocampista.

## Caratteristiche tecniche
Interno di centrocampo, può giocare come trequartista o come mediano.

## Carriera
Vanta una sessantina di presenze in Scottish Premiership.

## Palmarès

### Club

#### Competizioni nazionali
- Scottish First Division: 1

Partick Thistle: 2001-2002
- Scottish Second Division: 1

Partick Thistle: 2000-2001